# Neotestudina cunninghamiae
Neotestudina cunninghamiae är en svampart som först beskrevs av D. Hawksw. & C. Booth, och fick sitt nu gällande namn av Arx & E. Müll. 1975. Neotestudina cunninghamiae ingår i släktet Neotestudina och familjen Testudinaceae.   Inga underarter finns listade i Catalogue of Life.